# Benjkul-e Sofla
Benjkul-e Sofla (persisch بنجكول سفلي) ist eine Gemeinde im Landkreis Nouschahr in der iranischen Provinz Mazandaran. Bei der Volkszählung 2006 lebten 379 Menschen in 104 Familien in Benjkul-e Sofla. Benjkul-e Sofla liegt am Kaspischen Meer und an der vierspurigen Nowshahr-Mahmudabad Road Richtung Tooskatok und Royan.
In Benjkul-e Sofla leben fast ausschließlich Mazandaraner, Benjkul-e Sofla ist bekannt für seine Pizza.